# Lissocephala juncta
Lissocephala juncta är en tvåvingeart som beskrevs av Tsacas och Chassagnard 1978. Lissocephala juncta ingår i släktet Lissocephala och familjen daggflugor.
Artens utbredningsområde är Elfenbenskusten. Inga underarter finns listade i Catalogue of Life.